# Piancastagnaio
Piancastagnaio – miejscowość i gmina we Włoszech, w regionie Toskania, w prowincji Siena.
Według danych na rok 2004 gminę zamieszkiwało 4189 osób, 60,7 os./km².